# The Big Broadcast
The Big Broadcast é um filme estadunidense de 1932, do gênero comédia musical, dirigido por Frank Tuttle e estrelado por Bing Crosby e Leila Hyams. O filme marca a estreia de Crosby na Paramount Pictures, uma associação que se estenderia por mais de 23 anos, a mais longa entre um ator e o estúdio (sua despedida deu-se somente em 1956, com Anything Goes). Crosby canta três canções: Here Lies Love, Where the Blue of the Night (Meets the Gold of the Day) e Please, que se tornou sua marca registrada.
A película é a primeira de uma série de Big Broadcasts produzidos pela Paramount na década de 1930.
Para o historiador Ken Wlaschin, este é um dos dez melhores filmes da carreira de Crosby.

## Sinopse
À beira da falência, a emissora de rádio WADX ganha um sopro de vida quando o milionário Leslie McWhinney surge com a ideia de convidar os grandes astros da época para um programa especial. Entre eles, está Bing Hornsby, dividido entre duas mulheres: Mona e Anita, esta ex-noiva de McWhinney.

## Elenco
| Ator/Atriz     | Personagem       |
| -------------- | ---------------- |
| Bing Crosby    | Bing Hornsby     |
| Leila Hyams    | Anita Rogers     |
| Stuart Erwin   | Leslie McWhinney |
| Sharon Lynn    | Mona             |
| George Burns   | George           |
| Gracie Allen   | Grace            |
| George Barbier | Clapsaddle       |